# I Love It Loud
„I Love It Loud“ je píseň americké rockové skupiny Kiss vydaná na albu Creatures of the Night. Píseň se stala velice populární a skupina ji hraje na koncertech dodnes.

## Nahrávání
Píseň napsali Gene Simmons a Vinnie Vincent, který již spolupracoval se skupinou ale oficiálním kytaristou byl stále Ace Frehley, kterého později Vinnie Vincent nahradil. Video ukazuje skupinu na jevišti hrající svou píseň, zatímco je mladí lidé sledují v televizi až jsou nakonec zhypnotizováni a následují svou skupinu.

## Další výskyt
„I Love It Loud“ se objevil na následujících albech Kiss:
- Creatures of the Night - originální studioová verze
- Smashes, Thrashes & Hits - remixovaná studiová verze
- Alive III - koncertní verze
- Greatest Kiss - studiová verze
- The Box Set - studiová verze
- The Very Best of Kiss - studiová verze
- Kiss Alive! 1975-2000 - koncertní verze
- The Best of Kiss, Volume 2: The Millennium Collection - studiová verze
- Kiss 40 - studiová verze

## Sestava
- Paul Stanley – zpěv, rytmická kytara
- Gene Simmons – zpěv, basová kytara
- Ace Frehley – sólová kytara, basová kytara
- Eric Carr – zpěv, bicí, perkuse